# Bloqueio (meteorologia)

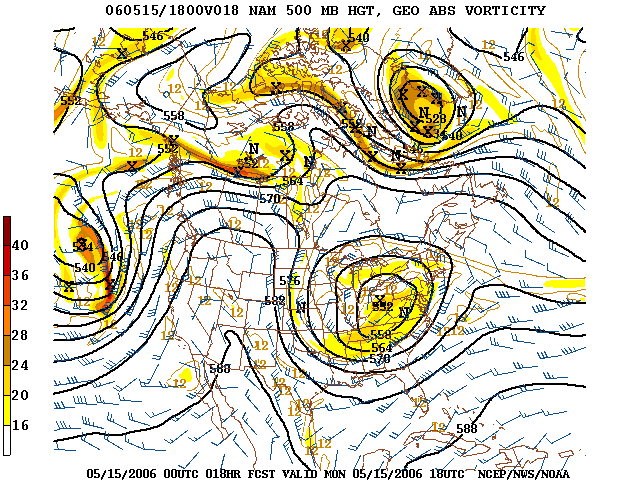
Um exemplo de bloqueio 'ômega' perto da América do Norte em Maio de 2006.

Bloqueios em meteorologia são padrões de grande escala no campo da pressão atmosférica que são quase estacionários, 'bloqueando' efetivamente ou redirecionando ciclones migratórios. Eles também são conhecidos como áreas de alta pressão bloqueadoras, anticiclones bloqueadores ou simplesmente como bloqueios atmosféricos. Estes bloqueios podem permanecer na mesma região por vários dias ou mesmo semanas, causando às áreas afetadas a terem o mesmo tipo de tempo por um longo período de tempo (precipitação em algumas áreas, estiagem em outras). No Hemisfério norte, bloqueios extensos ocorrem mais frequentemente na primavera sobre o Oceano Pacífico nordeste e no Oceano Atlântico.
Em geral, bloqueios estão associados a configurações particulares dos jatos de altos níveis subtropical e polar na alta troposfera, implicando heat spells (USA), ondas de calor e canículas.